# Ivajlo bolgár cár
Ivajlo (? – 1281) bolgár cár 1277-től 1280-ig.
Eredetileg pásztor volt, aki esküdött arra, hogy Isten küldte őt megmenteni az országot a tatár igától. Győztes csaták egész sorával a bolgár nép hőse lett, a főváros Tarnovo is csatlakozott a felkeléshez. 1277-ben letaszította a trónról Csendes Konstantin cárt, még feleségét is elragadta. A bizánci sereg a bojárokkal végül legyőzte hadait, mialatt Ivajlo Nogaj kánhoz ment segítségért. A kán fojtatta meg.